# 2007年飓风弗洛西
飓风弗洛西（英語：Hurricane Flossie）是2007年8月形成的一场强度虽高，但只对夏威夷州构成轻微影响的太平洋飓风，也是这年太平洋飓风季第6个获得命名的热带气旋、第2场飓风和首场大型飓风。系统源于7月21日离开非洲海岸的东风波，穿越热带大西洋后于8月1日经中美洲进入东太平洋。由于外界环境有利，系统得以发展成热带低气压，并且很快就于8月8日升级成热带风暴。
风暴总体向西南偏西方向移动，虽然气象部门预计外部环境只会有小幅改善，但气旋还是在8月10日进入爆发性增强期，于8月11日成为大型飓风，达到风力时速220公里的最高强度。受沿途海面温度逐渐降低、风切变也越来越多的影响，飓风稳步减弱，于8月16日降级成热带低气压。当晚，风暴中心几乎已没有强烈雷暴活动，弗洛西因此不再属热带气旋。
面对气旋威胁，夏威夷大岛收到热带风暴警告和飓风警告。应急机构官员警告居民做好防灾措施，降雨量有可能超过300毫米，另有热带风暴强度阵风。但是，弗洛西实际产生的影响很小，夏威夷大岛的最高阵风时速约为63公里，总计降雨量不到150毫米。

## 气象历史
7月21日，一股结构混乱的东风波离开非洲西海岸进入东大西洋。系统向西移动，其结构一直杂乱无章，中心附近也缺乏显著对流（即降雨和雷暴活动）。8月1日，东风波经中美洲进入东太平洋，外界环境有有大幅改善，有利于热带天气系统组织及强化。8月2日，系统行进至特万特佩克湾以南附近海域，其中心不远处发展出稳固的降雨和雷暴区，但之后没有出现进一步发展。两天后，传统卫星图像显示系统内的深层对流已有增长，但其后仍然同之前一样缺乏进一步组织。8月6日，下层环流中心附近再度爆发出对流，美国国家飓风中心预期系统即将发展成热带气旋，但系统内仍然缺少足够的降雨和雷暴来证实这一推断。8月8日，这片扰动天气继续西进，并且再度爆发出对流并持续了足够时间，美国画家飓风中心于是在协调世界时8月8日下午18点将位于夏威夷大岛东南偏东方向约2700公里洋面的系统归类为热带低气压。受高空反气旋影响，气旋所处海域风切变很少，而且海面温度较高，第六号热带低气压的组织结构继续改善，仅成形6小时后就升级成热带风暴并获名“弗洛西”（Flossie）。

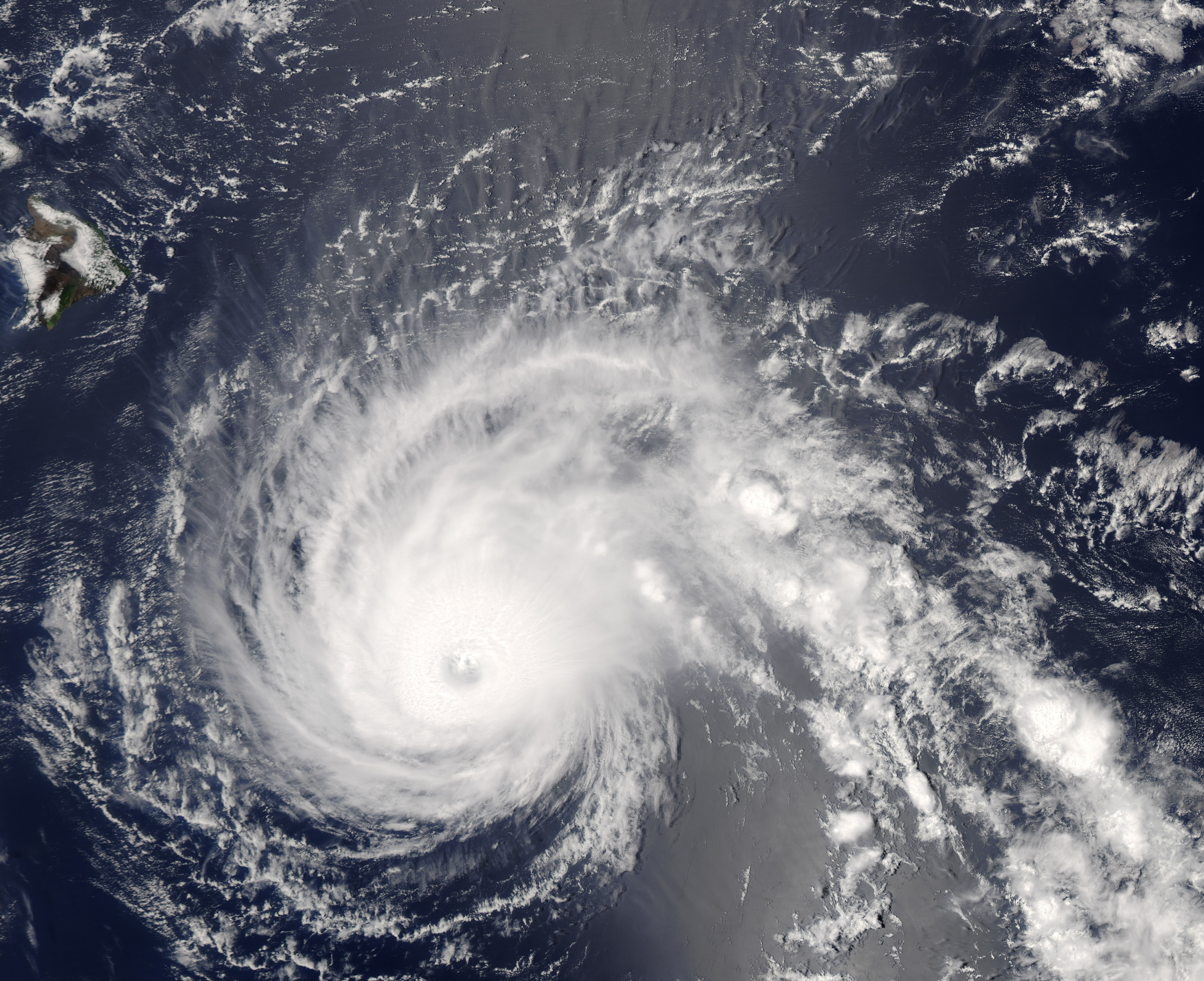
进入中太平洋的弗洛西

风暴位于墨西哥西南部上空副热带高压脊的西南边缘，并在其影响下总体朝西南偏西方向移动，在此期间继续强化。8月9日，气旋各象限内的上层外流都开始扩张，中心周围的螺旋带也变得明显。弗洛西的微波成像上已经可以分辨出中层风眼及其对应的风眼墙，但其传统卫星图像依然模糊不清。经过一系列卫星强度估算，同时根据可见光及红外线卫星图像上风暴的风眼进行推断，气象机构于8月10日中午12点把弗洛西升级成萨菲尔-辛普森飓风等级下的一级飓风。气象部门起初预计，随着气旋朝夏威夷群岛逼近，其外界环境会渐趋不利，但风暴实际上却得以继续增强。8月10日深夜，弗洛西出人意料地进入快速增强期，其气压迅速下降，到次日早上6点已达到大型飓风标准。这天清晨的卫星图像表明气旋的风眼约有28公里宽，周围的顶层云系温度低于-75°C）。11日上午，风暴跨越西经140度线进入中太平洋飓风中心责任区，在此期间强度又有进一步提升，于中午12点升级成四级飓风。两小时后，弗洛西达到风力时速220公里，最低气压949毫巴（百帕，28.02英寸汞柱）的最高强度，是2007年太平洋飓风季最强烈的热带气旋。
气象部门预计弗洛西会在达到最高强度后因风切变增多而逐渐减弱，但实际情况并非如此，飓风在四级飓风强度下连续保持了36小时之久。中太平洋飓风中心在8月13日早间发布的公报中称，弗洛西表现顽强，没有在风切变影响下“放弃斗争”的迹象。但到了8月14日凌晨，气旋开始因行经洋面水温渐低，南向风切变更趋强烈而减弱。虽然北部半圆的外流依然良好，但南半部的环流已开始消亡，南侧的风眼墙也呈现瓦解趋势。飞入系统的飓风猎人侦察机测得每小时196公里的地面风速，还发现顶层云系在逐渐回暖，弗洛西因此降级成三级飓风。风暴还在继续减弱，侦察机经过风眼墙时测得的地面风速反而更低，气旋因此于当天中午12点从夏威夷群岛以南海域经过时进一步降级成二级飓风。8月15日，风暴残存的风眼墙被时速超过48公里的垂直风切变侵蚀，中太平洋飓风中心因此宣布弗洛西已减弱成热带风暴。8月16日早上6点，中心上空的降雨和雷暴活动已经消失，气旋降级成热带低气压。到这天中午12点时，卫星图像上仅有下层漩涡残留，弗洛西此后在夏威夷群岛西南洋面消散。

## 防灾措施和影响

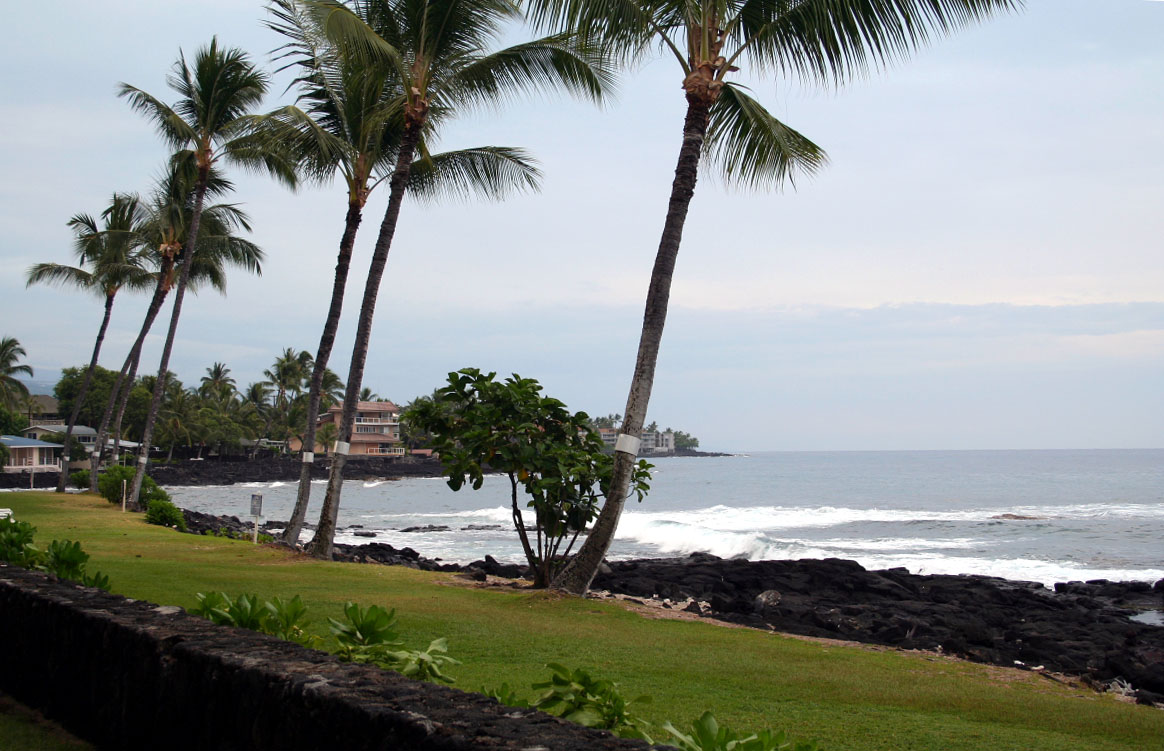
受风暴残留影响，科纳海岸上空阴云密布。

弗洛西穿越西经140度线后不久，中太平洋飓风中心向夏威夷大岛发布飓风观察预警。接下来几天里，飓风行进路径略比之前预测偏北，风场半径也有所扩张，中太平洋飓风中心又在之前的飓风警告基础上追加热带风暴警告。气象机构预计风暴可能产生暴雨并引发洪灾，因此发布山洪预警，政府工作人员提醒居民准备应对250至380毫米的降水。夏威夷州州长琳达·林格尔在气旋来袭前宣布夏威夷岛进入紧急状态，建议当地居民储备必要物资。
联邦紧急事务管理局向夏威夷派出20名交通、公共工程和卫生领域专家。当地开设有多个避难所，但少有居民前来躲避。面对风暴威胁，夏威夷州许多学府被迫关闭，其中包括夏威夷大学希洛分校和夏威夷社区学院，估计有2.6万名学子只能留在家里。另外还有多所图书馆、公园、私立学校、银行及商店、企业关闭。政府部门工作人员如非必要均不必上班，政府还动员应急人员做好在风暴过后快速投入救灾工作的准备。许多游客在风暴吹袭夏威夷州前取消旅程。
虽然气象机构预测夏威夷大岛东南朝向地区会出现暴雨，但由于弗洛西及时转向西进，其下层东南向风力未能在当地产生因山区地形而增强的增雨。不过，该岛北向及东北朝向区域有少量雨水，夏威夷县的哈玛库亚（Hamakua）、南希洛和普纳（Puna）3个区的降雨量约为25至50毫米。茂宜岛的降雨量在25到76毫米之间，欧胡岛的柯劳山脉有50至100毫米雨量，但风力大多不强，也没有发生严重洪灾。夏威夷岛东南海岸受到气旋产生的海浪冲击，但造成的影响很小。风暴产生的最大浪高估计有6.1米，南岬测得的持续风速至少达到每小时63公里。8月13日，岛上有一大块阶状熔岩坍塌后落入海中，有可能是因弗洛西经过引起，但也可能是由于前不久发生的5.4级地震导致。